# 中澤信栄
中沢 ノブヨシ（なかざわ ノブヨシ、1976年3月15日 - ）は、日本の男性シンガーソングライター、ソウルシンガー、作曲家。東京都中央区出身。金沢美術工芸大学彫刻学科中退。本名ならびに旧表記は中澤 信栄（読み同じ）。かつてはDCT recordsに所属、現在はVIVID SOUND。 父は元関脇の富士櫻栄守。

## 概要
大学を中退して音楽の道に進む際、父・富士櫻は自身が両親の反対を押し切って角界入りした経験から「一生懸命練習しろよ」とのみ口にして送り出したという。GATS TKB SHOWのボーカルを経て、2009年にシングル「夢物語」でソロシンガーとしてデビュー。 2009年3月〜7月に開催されたDREAMS COME TRUEの全国ツアーではオープニングアクトとして出演し、好評を持って迎えられた。 また、同年4月15日付USENインディーズチャート総合チャートでは1位を獲得、リクエストチャートでは4週連続トップ20位台をキープした。元関脇の富士櫻栄守の長男であり、身長178センチ、体重104キロの父親譲りの巨体から繰り出すパワフルな歌声が持ち味である。
2013年4月1日に名前の表記を「中澤信栄」から「中沢ノブヨシ」に改めた。

## ディスコグラフィー

### シングル
1. 夢物語（2009年3月18日）
2. 涙雨（2009年11月4日）
3. 花もよう（2010年5月19日）
4. 君のいない世界（2010年9月29日）
5. パノラマ feat. 畠山美由紀（2011年8月3日）
6. DANCE EARTH～Change The World～のテーマ（2014年2月5日）

#### GATS TKB SHOW名義
1. 真っ赤な林檎（2001年8月29日）
2. TKBのテーマ HAVE A GOOD TIME（2001年11月21日）
3. DEAR MY FRIEND（2002年5月9日）
4. COMMUNICATION INJECTION（2002年9月25日）
5. こんなにも君が（2003年8月20日）

### アルバム

#### GATS TKB SHOW名義
1. I am GATS（2002年10月23日）
2. Passage（2003年4月23日）
3. G-STYLE（2004年2月25日）

#### 中澤信栄名義
1. SOUL（2011年11月9日）
2. Real Nation（2012年11月7日）

#### 中沢ノブヨシ名義
1. Covers ～Mellow～（2013年6月19日）
2. COVERS ～VINTAGE～（2014年8月13日）
3. Cruising（2014年10月29日）
4. NAKAZAWA NOBUYOSHI Live!（2015年4月29日）

## 楽曲提供
パク・ジョンミン（SS501）
- 「あなた以外誰も抱きしめない」（作詞/共作）
- 「Feel It」（作詞/共作）

ゴスペラーズ
- 「HIT ME」（作曲）

## ライブ

### 単独ライブ
- アコースティックツアー 「NAKAZAWA!!2009」　（2009年3月23日-7月23日、全国13公演）
- 中澤信栄「NEW A.O.R NIGHT」（2009年9月13日　Motion Blue yokohama）
- 中澤信栄「NEW A.O.R NIGHT!!」（2009年10月29日、BLUES ALLEY JAPAN）
- 中澤信栄フリーライブツアー「NAKAZAWA!! 2009」 vol.2（2009年11月3日-、日本全国各地大型ショッピングモール公演）
- 中澤信栄ワンマンライブツアー 2010「Velvet」（2010年2月6日-25日、5大都市ツアー5公演）
- 中澤信栄アコースティックツアー『NAKAZAWA!! 2010 ～花もよう～』
- 中澤信栄ワンマンツアー「ウタゴコロ」
- 中沢ノブヨシ Cruising,Vintage 2タイトル リリース スペシャルライブ！！（2014年11月6日〜12月7日、4都市4公演ツアー）
- NAKAZAWA NOBUYOSHI Live Tour 2015 〜事故ったけど、￥5,000分以上やります！〜 GATS TKB SHOW インディーズデビューから15周年を記念して（2015年10月29日〜11月1日、3都市3公演ツアー）

### インストアライブ
- 福岡 （2011年8月4日、天神 新天町商店街 ミュージックプラザ インドウ）
- 鹿児島 （2011年8月8日、アミュプラザ鹿児島 1F「AMU広場」）

## ラジオ出演
- K・WEST ENTAME GENERATION （bayfm、2011年8月23日・2010年10月18日）